# Coppa di Francia 2021-2022 (calcio femminile)
La Coupe de France féminin 2021-2022 è stata la 21ª edizione della Coppa di Francia riservata a squadre di club femminili. La finale si è svolta il 15 maggio 2022 allo stadio Gaston Gérard di Digione, tra l'outsider Yzeure, in grado per la prima volta di raggiungere quel risultato, e il Paris Saint-Germain, conclusa con la schiacciante vittoria per 8-0 della squadra parigina e la conquista della sua terza Coppa nella sua storia sportiva.
Capocannoniera del torneo è Marie-Antoinette Katoto, attaccante del Paris Saint-Germain, con 7 gol realizzati.

## Fase finale

### Sedicesimi di finale
Gli incontri sono stati disputati il 9 e il 12 gennaio 2022.
| Squadra 1           | Risultato       | Squadra 2           |
| ------------------- | --------------- | ------------------- |
| Digione             | 0 - 0 (4-5 dtr) | Paris Saint-Germain |
| Saint-Étienne       | 2 - 7           | Montpellier         |
| Bordeaux            | 0 - 4           | Olympique Lione     |
| Nantes              | 2 - 1           | Guingamp            |
| Lens                | 1 - 3           | Stade Reims         |
| Nizza               | 0 - 3           | Fleury              |
| Soyaux              | 2 - 1           | Orléans             |
| Issy                | 1 - 5           | Lilla               |
| Lorient             | 0 - 9           | Paris FC            |
| Strasburgo          | 1 - 1 (6-5 dtr) | Stade brestois      |
| Saint-Malo          | 1 - 1 (3-4 dtr) | Le Havre            |
| ASPTT Albi          | 2 - 0           | Le Puy Foot 43      |
| Grenoble            | 1 - 1 (2-3 dtr) | Rodez               |
| Yzeure              | 1 - 1 (5-4 dtr) | Tolosa              |
| Grand Calais Pascal | 3 - 0           | Saint-Vit           |
| Monaco              | 3 - 1           | Colomiers           |

### Ottavi di finale
Gli incontri sono stati disputati il 29 e il 30 gennaio 2022.
| Squadra 1           | Risultato       | Squadra 2       |
| ------------------- | --------------- | --------------- |
| Paris Saint-Germain | 3 - 0           | Olympique Lione |
| Strasburgo          | 1 - 4           | Fleury          |
| Paris FC            | 5 - 1           | Le Havre        |
| Monaco              | 0 - 4           | Stade Reims     |
| Grand Calais Pascal | 0 - 4           | Rodez           |
| ASPTT Albi          | 0 - 6           | Montpellier     |
| Yzeure              | 1 - 1 (5-4 dtr) | Lilla           |
| Soyaux              | 0 - 3           | Nantes          |

### Quarti di finale
Gli incontri sono stati disputati il 5 e il 6 marzo 2022.
| Squadra 1   | Risultato       | Squadra 2           |
| ----------- | --------------- | ------------------- |
| Montpellier | 1 - 3           | Paris Saint-Germain |
| Paris FC    | 1 - 1 (3-4 dtr) | Fleury              |
| Stade Reims | 0 - 0 (0-3 dtr) | Nantes              |
| Rodez       | 0 - 2           | Yzeure              |

### Semifinali
Gli incontri sono stati disputati il 26 e il 27 marzo 2022.
| Squadra 1 | Risultato | Squadra 2           |
| --------- | --------- | ------------------- |
| Fleury    | 2 - 4     | Paris Saint-Germain |
| Yzeure    | 2 - 1     | Nantes              |

### Finale
| Arbitro: | Elbour |

|  |           |                                                                |
|  | Marcatori | 3’, 7’, 31’ Katoto 9’ Dudek 12’, 58’ Lawrence 13’, 72’ Däbritz |

| Yzeure | Paris Saint-Germain |

| P                  | 1  | Taylor Beitz         |  |       |
| D                  | 3  | Chelsea Surpris      |  |       |
| D                  | 6  | Clara Moreira        |  |       |
| D                  | 2  | Christine Manie (c)  |  |       |
| D                  | 5  | Tifanie De Sousa     |  | 82’   |
| D                  | 12 | Dolores Tsadjia      |  | 90+1’ |
| A                  | 11 | Mafille Woedikou     |  | 73’   |
| C                  | 8  | Maëlys Goumeziane    |  |       |
| C                  | 21 | Inès Ou Mahi         |  |       |
| C                  | 28 | Tania Seddaoui       |  |       |
| A                  | 9  | Seynabou Mbengue     |  |       |
| A disposizione:    |    |                      |  |       |
| D                  | 4  | Nesrine Barka        |  | 82’   |
| D                  | 23 | Ophélie Meilleroux   |  |       |
| C                  | 29 | Maëlys Rousset       |  | 90+1’ |
| A                  | 13 | Rahel Steinschneider |  | 73’   |
| Allenatrice:       |    |                      |  |       |
| Ophélie Meilleroux |    |                      |  |       |

| P                   | 40 | Charlotte Voll          |  |     |
| D                   | 12 | Ashley Lawrence         |  |     |
| D                   | 5  | Elisa De Almeida        |  |     |
| D                   | 4  | Paulina Dudek           |  |     |
| D                   | 7  | Sakina Karchaoui        |  |     |
| C                   | 18 | Laurina Fazer           |  |     |
| C                   | 8  | Grace Geyoro (c)        |  |     |
| C                   | 13 | Sara Däbritz            |  |     |
| A                   | 11 | Kadidiatou Diani        |  | 63’ |
| A                   | 9  | Marie-Antoinette Katoto |  | 63’ |
| A                   | 10 | Ramona Bachmann         |  | 63’ |
| A disposizione:     |    |                         |  |     |
| P                   | 16 | Constance Picaud        |  |     |
| D                   | 15 | Amanda Ilestedt         |  |     |
| C                   | 20 | Aminata Diallo          |  |     |
| A                   | 17 | Celin Bizet Ildhusøy    |  |     |
| A                   | 19 | Estelle Cascarino       |  | 63’ |
| A                   | 21 | Sandy Baltimore         |  | 63’ |
| A                   | 23 | Jordyn Huitema          |  | 63’ |
| Allenatore:         |    |                         |  |     |
| Didier Ollé-Nicolle |    |                         |  |     |